# Silver Surfer : Parabole
Silver Surfer : Parabole (anglais : Silver Surfer: Parable) est une bande dessinée de Jean Giraud alias Moebius (dessin) et Stan Lee (scénario) publiée en une mini-série de deux comic books par Marvel Comics en 1988. La première édition française est publiée en 1990 chez Casterman sous le titre Surfer d'argent.

## Naissance du projet
Cette bande dessinée mettant en scène le Surfeur d'Argent est la première collaboration de Stan Lee, figure tutélaire de Marvel, avec un auteur issu de l'Europe francophone, ainsi que la première incursion de Jean Giraud alias Moebius, l'un des rares auteurs français connus aux États-Unis dans les années 1980, dans le monde du comic book. Dans la préface de l'édition américaine (1998 par Marvel Comics), Stan Lee explique avoir rencontré Jean Giraud (Moebius) en Californie début 1988, et avoir émis le souhait de travailler avec lui. Moebius déclare aimer le Surfeur d'Argent (créé en 1966 dans Fantastic Four #48), ce que Lee associe aux « tendances poétiques et philosophiques » de son confrère français. Lee affirme aussi que les deux auteurs ont livré une version différente du Surfeur d'Argent et de Galactus, moins manichéenne et sensationnaliste que d'habitude ; et plus contemplative (amorçant une réflexion sur la « destinée humaine » et la question de la religion).

## Résumé de l'intrigue
Galactus arrive sur Terre dans un vaisseau spatial et désire se faire craindre et vénérer comme un dieu, prétendant mettre fin à la période de guerres et de crimes qu'a connue l'humanité. Il fait instaurer la religion du pouvoir et destitue les lois humaines au nom de sa propre divinité. Colton Candell, une sorte de prêtre fanatique, s'autoproclame héraut de Galactus. Mais loin de connaître la paix, l'humanité sombre dans le chaos et le Surfeur d'Argent, déguisé en clochard, décide alors d'apparaître et de dénoncer l'imposture de Colton Candell, notamment auprès de sa sœur hésitante, nommée Elyna. Il combat ensuite son ancien maître, Galactus, qui a rompu son serment de ne pas attaquer la Terre. Les hommes se retournent contre le Surfeur d'Argent et tentent de le tuer.

## À propos de la conception
Jean Giraud écrit la postface de l'édition américaine (1998, Marvel Comics). Il explique le travail et le saut dans l'inconnu qu'a représentée pour lui cette immersion dans le monde du comic book de super-héros. Il confirme l'aspect réflexif et philosophique de l'histoire, à propos de la politique humaine et du besoin de divinités pour diriger les choses, au détriment de la liberté personnelle. Selon Moebius, la vision personnelle du monde de Stan Lee qui transparaît dans l'ouvrage est à la fois pessimiste et idéaliste, pleine d'espoir ; et son langage est « poétique et théâtral ».
Pour les personnages, Moebius dit avoir voulu faire un Galactus monumental et imposant, pas seulement au niveau de l'apparence mais également au niveau de l'énergie et de la puissance qu'il dégage. Quant au Surfeur d'Argent, ce devait être un personnage gracieux, ce qui est rendu grâce aux flottements dans les airs. Moebius critique également la profusion de détails et dit avoir tenté de les minimiser dans la série Parabole.

## Publications françaises
- Surfer d'Argent, Casterman, 1990.
- Le Surfer d'Argent, Soleil, 2001.
- Silver Surfer : Parabole, Panini Comics, coll. « Marvel Graphic Novels », 2014.

## Prix et récompenses
- 1991 : Prix Eisner de la meilleure mini-série

### Documentation
- Jean-Paul Jennequin, « L'Argent terni du Surfer », Les Cahiers de la BD, no 87,‎ décembre 1989, p. 8-9.